# Tor Aulin
Tor Aulin (Stockholm, 10 september 1868 – Saltsjöbaden, 1 maart 1914) was een Zweeds componist, dirigent en violist.

## Biografie
Aulin kwam uit een muzikale familie, zijn oudere zuster Laura Valborg Aulin werd later ook componist, pianist en muziekpedagoog. Vader was een begenadigd violist en was bevriend met componist Gunnar Wennerberg, moeder Edla kon net als haar zus Klara goed pianospelen. Omdat er "genoeg pianisten in de familie zaten" week Tor Aulin uit naar de viool. Aulin kreeg zijn muzikale opleiding aan het Kungliga Musikhögskolan (1877-1883) en later ook in Berlijn. Zijn docenten daar waren Émile Sauret en Philipp Scharwenka. In 1887 richtte hij het eerste professionele strijkkwartet van Zweden op en was ook eerste violist van het orkest van de Koninklijke Opera. Aan het eind van de 19e eeuw begon hij ook te dirigeren. Hij was een van de belangrijkste promotor van de Concertsociëteit van Stockholm, dat later zou uitmonden in het Koninklijk Filharmonisch Orkest van Stockholm. In 1912 beëindigde hij zijn enige strijkkwartet. Zijn leven werd bijna overheerst door hartklachten en reuma; op latere leeftijd vergezeld door verlammingen in arm en hand. Hij overleed in een verzorgings/verpleeghuis.
Zijn (zoal daar sprake van is) bekendste werken hebben toch voornamelijk te maken met de viool, al dan niet begeleid door piano of orkest. Hij speelde vaak samen met Wilhelm Stenhammar (pianist en componist).

## Oeuvre (selectief)

### Met opusnummer
- opus 1: Serenade voor strijkkwartet (1895)
- opus 5: Tre albumblade voor piano
- opus 7: Concertstuk voor viool en orkest, ook wel gezien als zijn Vioolconcert nr. 1
- opus 11: Vioolconcert nr. 2
- opus 12: Sonate voor viool en piano
- opus 14: Vioolconcert nr. 3
- opus 15: Vier stukken in de vorm van een suite voor viool en piano, opgedragen aan Leopold Auer
- opus 16: Vier voordrachtstukken voor viool en piano
- opus 17: Cadens voor het Vioolconcert van Wolfgang Amadeus Mozart, K 219
- opus 18: Midzomerdans voor viool en piano
- opus 19: Drie liederen
- opus 20: Melodie en ritme I
- opus 21: Lyrisch gedicht voor viool en piano
- opus 22: Master Olof, toneelmuziek
- opus 23: Gotlandse dansen voor viool en piano
- opus 24: Drie gedichten van Tor Hedberg
- opus 26: Melodie en ritme deel 2 voor viool en piano
- opus 27: Vier stukken voor viool
- opus 28: Gotlandse dansen voor orkest
- opus 29: Cadens voor het Vioolconcert van Wolfgang Amadeus Mozart, K 216
- opus 30: Zweedse dansen voor viool en piano
- opus 31: Twee gedichten van August Strindberg
- opus 32: Vier Zweedse dansen
- opus 33: Vier kinderstukken voor viool en piano
- opus 34: Etudes voor viool

### Zonder opusnummer
- Albumblatt
- Concertwerk voor viool en orkest
- Kleine suite voor viool en piano
- Polka caracteristique
- Vier Servische volksliedjes
- Vioolconcert nr. 1
- Wiegenleid

- Biblioteca Nacional de España: XX5611329
- Bibliothèque nationale de France: cb14039818s (data)
- Gemeinsame Normdatei: 116382341
- International Standard Name Identifier: 0000 0000 8101 5191
- Library of Congress Control Number: n82246141
- Nationale Bibliotheek van Letland: 000156911
- MusicBrainz: 7862b425-7a2e-449c-bbb6-4592df682349
- Nationale Bibliotheek van Tsjechië: jn19990000315
- Nationale Bibliotheek van Israël: 987007284370505171
- Nederlandse Thesaurus van Auteursnamen: 258300949
- LIBRIS: 206756
- SNAC: w6486cb4
- Système universitaire de documentation: 182352757
- Virtual International Authority File: 22342763
- WorldCat: E39PBJbxFXB488DDYKjgb37PwC